# In-N-Out Burger
In-N-Out Burger, Inc. ist eine US-amerikanische Schnellrestaurantkette.

## Geschichte
Das Unternehmen wurde 1948 von Harry und Esther Snyder in Baldwin Park, Kalifornien, gegründet und ist auch heute noch ein Familienunternehmen. Zu Beginn gab es nur ein einziges Restaurant in Kalifornien, im weiteren Verlauf hat sich das Unternehmen auch auf die angrenzenden Bundesstaaten Nevada, Arizona und Utah ausgedehnt. Mittlerweile existieren  394 Restaurants der Kette. Mit 250 Filialen befinden sich die meisten in Kalifornien. Seit 2010 wurden 43 Filialen in Texas eröffnet (Stand: November 2024). Im September 2015 wurde das erste Restaurant in Oregon eröffnet.
Im November 2017 wurde angekündigt, dass In-N-Out eine Produktionsstätte in Colorado Springs, Colorado, mit etwa 9.000 Quadratmetern errichten wird, welche 2020 eröffnet wurde.
2023 eröffnete die erste Filiale in Idaho, im Folgejahr wurde die Eröffnung der ersten Filiale im Staat Washington angekündigt.
Für 2026 gab der Gouverneur von Tennessee, Bill Lee, die Einweihung eines neuen Hubs in Franklin bekannt.

## Produkte

Verbreitung von In-N-Out in den Vereinigten Staaten

In-N-Out verarbeitet ausschließlich gekühltes und nicht gefrorenes Frischfleisch, welches von der unternehmenseigenen Großfleischerei in Baldwin Park innerhalb von 24 Stunden geliefert werden muss. Um die Expansion nach Texas zu ermöglichen, errichtete In-N-Out eine zweite Fleischerei in Fort Worth. Der Werbespruch des Unternehmens lautet „Quality You Can Taste“ (deutsch „Qualität, die Sie schmecken können“). Um das qualitätsbewusste Image zu fördern, werden die Kartoffeln für die Pommes frites für den Kunden sichtbar frisch geschält und geschnitten. Auch der Salat wird frisch gewaschen und gezupft.
Um dennoch einen konkurrenzfähigen Preis bieten zu können, verzichtet das Unternehmen auf umfangreiche Auswahl und bietet nur drei verschiedene Burger an. Neben den offiziellen Burgern gibt es noch so genannte „Not-So-Secret Menues“ (damit werden die Burger variiert), deren Bestellcodes u. a. im Internet zu finden sind.

## Trivia
Eine weitere Besonderheit der Burgerkette ist die Präsenz persönlicher Vorlieben der Gründer. So sind z. B. auf der Unterseite der Milchshake- und Getränkebecher Bibelstellen angegeben (z. B. Johannes 3,16 , siehe Bilder) oder es werden vor den meisten Filialen zwei gekreuzt wachsende Palmen gepflanzt, in Anspielung auf Harry Snyders Lieblingsfilm Eine total, total verrückte Welt. Laut Pressestelle geschieht dies auf den ausdrücklichen Wunsch der Inhaber.
In-N-Out Burger wird ebenfalls im Film The Big Lebowski im Rahmen einer Produktplatzierung erwähnt. Eine Anspielung findet sich auch in der Fernsehserie iCarly und dem Nachfolger Sam & Cat von Nickelodeon. Dort ist die Rede von „Inside out Burger“.

## Soziales Engagement
Die In-N-Out Burger Foundation wurde im März 1995 als gemeinnützige Organisation gegründet und im Rahmen des NTEE-Systems als Organisation „Human Services: Fund Raising & Fund Distribution“ eingestuft. Die Stiftung mit Sitz in Irvine, Kalifornien, unterstützt „Organisationen, die bedürftigen Kindern stationäre Behandlung, Notunterkünfte, Pflege und frühzeitige Intervention anbieten“.

## Galerie

Älteres Logo
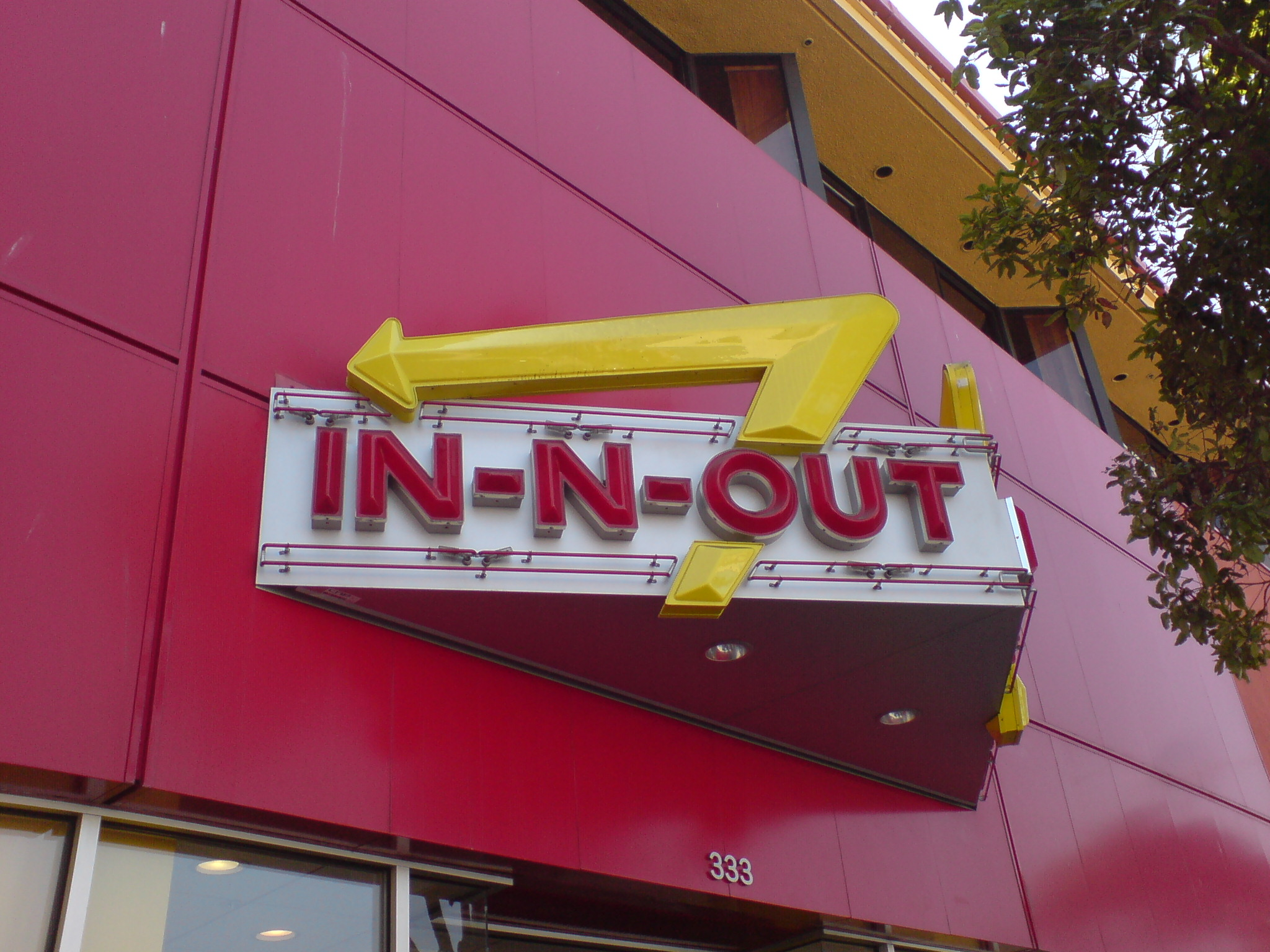
Schild der Filiale am Fisherman’s Wharf in San Francisco
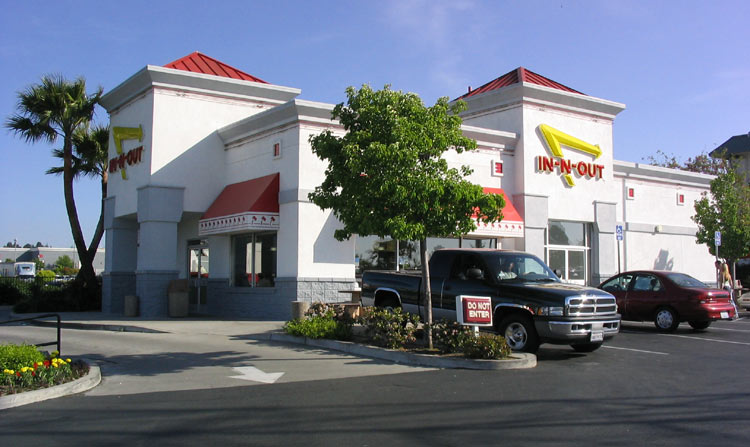
Filiale in Pinole, California
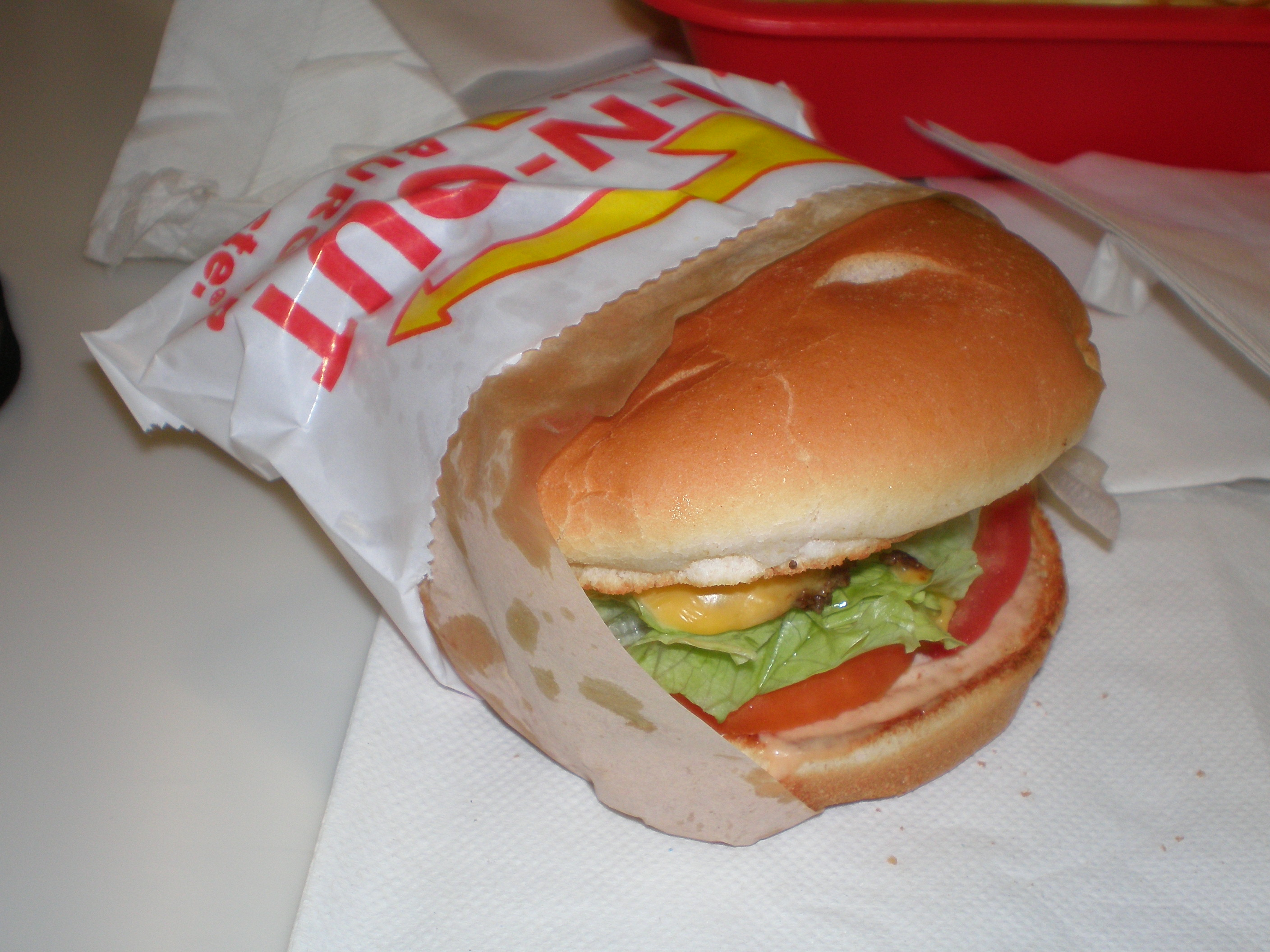
Cheeseburger von In-N-Out
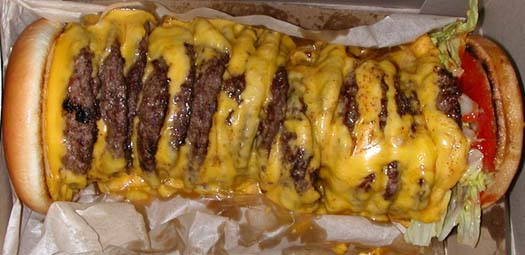
Cheeseburger 20 × 20 von In-N-Out (Not-So-Secret Menu)
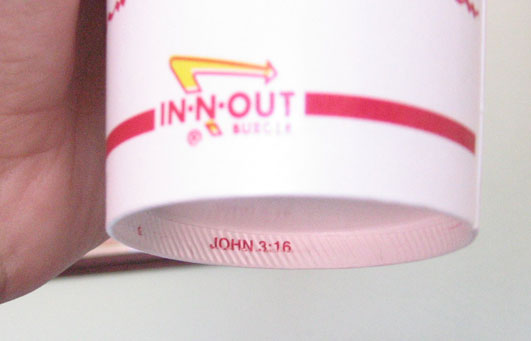
Bibelstelle auf der Unterseite eines Getränkebechers